# Heodes citrina
Heodes citrina är en fjärilsart som beskrevs av Züllich 1929. Heodes citrina ingår i släktet Heodes och familjen juvelvingar. Inga underarter finns listade i Catalogue of Life.